# Zamhlaï
Zamhlaï (ukrainien : Замглай, russe : Замглай) est une commune urbaine de l'oblast de Tchernihiv, en Ukraine. Elle compte 1 755 habitants en 2021.